# Aleksandryzm
Aleksandryzm – kierunek arystotelizmu. Powstał w końcu XV wieku w Padwie i powoływał się na greckiego komentatora Arystotelesa z III wieku — Aleksandra z Afrodyzji. Aleksandryzm przejawiał konsekwentniejszą niż awerroizm tendencję ateistyczną. Awerroiści, negując nieśmiertelność osobniczą duszy, uznawali za nieśmiertelnego jedynie gatunkowego, wspólnego wszystkim ludziom ducha. Aleksandryzm wręcz, bez osłonek, przeczył nieśmiertelności duszy, uznając ten pogląd za wymysł prawodawców; w sposób przyrodniczy wyjaśniano również w tej szkole genezę człowieka. Najwybitniejszym przedstawicielem aleksandrystów był Pietro Pomponazzi. Sobór laterański V w 1512 roku potępił aleksandryzm.